# Lista dos lutadores mais altos de luta profissional
Esta é uma lista dos lutadores mais altos de wrestling profissional, uma importante forma de entretenimento popular em todo o mundo. Geralmente, são considerados altos os lutadores acima de 2 metros de altura. Os lutadores ativos estão em negrito.

## Lutadores mais altos
| Nacionalidade  | Altura               | Peso                                | Nome                  | Nome no ringue                               | Altura divulgada                                     | Nota | Vida      | Ref                  |
| -------------- | -------------------- | ----------------------------------- | --------------------- | -------------------------------------------- | ---------------------------------------------------- | --- | --------- | -------------------- |
| Argentina      | 2.31 m               | 190 kg                              | Jorge Gonzalez        | Giant Gonzalez, El Gigante                   | 2.44                                                 | Lutador mais alto da história da WWE e da WCW, chegando a enfrentar e levar uma surra de The Undertaker em uma WrestleMania, apelando para uso do formol para apagar ele e sendo desqualificado da luta . É certificado como o lutador mais alto da história do wrestling profissional pelo Livro dos Recordes. | 1966–2010 | [ 1 ] [ 2 ]          |
| Estados Unidos | 2.29 m               | 195 kg                              | Max Palmer            | Paul Bunyan                                  | 2.49 m                                               | Segundo lutador mais alto da história, apesar de fontes divulgarem erroneamente sua altura como 2.49m. Ele também atuou como ator, onde sua altura era apresentada como 2.40 m. | 1927–1984 | [ 3 ] [ 4 ]          |
| Estados Unidos | 2.26 m               | 175 kg                              | John Elmo Harris      | Silo Sam, Big John Harris, Trapper John      | 2.31 m                                               | Um dos lutadores mais altos da história, uma vez que sua altura é dada como legítima o suficiente para ocupar a terceira posição. | 1952–2005 | [ 5 ] [ 6 ]          |
| França         | 2.18 m               | 230 kg                              | André René Roussimoff | Andre The Giant                              | 2.24 m                                               | Anunciado pela WWE como a Oitava Maravilha do Mundo e foi o primeiro introduzido ao Hall da Fama da empresa. Na hora de sua morte, porém, tinha 2.11 m. | 1946–1993 | [ 7 ] [ 8 ] [ 9 ]    |
| Alemanha       | 2.18 m               | 181 kg                              | Kurt Zehe             | Gargantua                                    | 2.54 m                                               | Anunciado como se tivesse 2.54 m enquanto lutava na Inglaterra. | 1913–1969 | [ 10 ]               |
| Brasil         | 2.19 m               | 210 kg                              | Paulo César da Silva  | Giant Silva                                  | 2.30 m                                               | É também o lutador de kickboxing mais alto do planeta e o único brasileiro a entrar no elenco principal da WWE. | 1963–     | [ 11 ]               |
| Estados Unidos | 2.17 m               | 166 kg                              | Ron Reis              | Reese, The Yeti, Big Ron Studd               | 2.18 m                                               | | 1970–     | [ 12 ]               |
| Índia          | 2.16 m               | 190 kg                              | Dalip Singh Rana      | The Great Khali, Giant Singh                 | 2.20 m                                               | Lutador mais alto em atividade na WWE. | 1972–     | [ 13 ] [ 14 ]        |
| Estados Unidos | 2.15 m               | 220 kg                              | Paul Wight            | The Big Show, The Giant                      | 2.16 m                                               | Primeiro lutador a conquistar os cinturões mundiais daWWE, WCW & ECW. | 1972–     | [ 15 ] [ 16 ] [ 17 ] |
| Estados Unidos | 2.13 m               | 147 kg                              | Glenn Jacobs          | Kane                                         | 2.13 m                                               | Se tornou o primeiro lutador a vencer os três principais cinturões da WWE: Campeonato de Pesos-Pesados, Campeonato da WWE e Campeonato da ECW. | 1967–     | [ 18 ] [ 19 ]        |
| Canadá         | 2.13 m               | 145 kg                              | Robert Maillet        | Kurrgan                                      | 2.13 m                                               | | 1969–     | [ 20 ]               |
| Estados Unidos | 2.13 m               | 138 kg                              | Kipp Christianson     | Eli Cottonwood                               | 2.13 m                                               | | 1974–     | [ 21 ]               |
| Paquistão      | 2.12 m               | 130 kg                              | Muhammad Malik Khan   | Raja Lion                                    | 2.36 m                                               | Também participou das filmagens de Bloodfight. | ??        | [ 22 ] [ 23 ]        |
| Estados Unidos | 6 ft 11 in (2,11 m)  | 145 kg (Predefinição:Convert/lb st) | Steven Slocum         | Jackson Andrews                              | 2,16 m (7 ft 1 in)                                   | Debuted as bodyguard of Tyson Kidd. | 1979-     | [ 24 ]               |
| Estados Unidos | 6 ft 11 in (2,11 m)  | 148 kg (Predefinição:Convert/lb st) | Michael Jarvi         | Giant Titan                                  | 2,13 m (7 ft 0 in)                                   | Known for his time in FCW. | ??        | [ 25 ]               |
| Austrália      | 6 ft 11 in (2,11 m)  | 170 kg (Predefinição:Convert/lb st) | Nathan Jones          | Nathan Jones                                 | until 2,11 m (6 ft 11 in)                            | Was also a powerlifter and strongman. | 1970-     | [ 26 ] [ 27 ]        |
| Estados Unidos | 6 ft 10 in (2,08 m)  | 144 kg (Predefinição:Convert/lb st) | Kevin Nash            | Kevin Nash, Diesel, Vinnie Vegas             | 2,12 m (6 ft 11 in)                                  | Best known as a founding member of the New World Order faction. | 1959–     | [ 28 ] [ 29 ]        |
| Nova Zelândia  | 6 ft 10 in (2,08 m)  | 140 kg (Predefinição:Convert/lb st) | Reuben De Jong        | The Man Mountain, Russell Walker             | until 2,09 m (6 ft 10 in)                            | New Zealand's Strongest Man |           | [ 30 ]               |
| Estados Unidos | 6 ft 9 in (2,06 m)   | 132 kg (Predefinição:Convert/lb st) | Lindsay Kay Hayward   | Isis the Amazon, Aloisia, Giant Isis         | 2,06 m (6 ft 9 in)                                   | Best known as the giant female wrestler, Isis the Amazon. | 1987-     | [ 31 ]               |
| Estados Unidos | 6 ft 9 in (2,06 m)   | 135 kg (Predefinição:Convert/lb st) | Robert A. Leo         | Killer Kowalski Jr.                          | 2,18 m (7 ft 2 in)                                   | Performed under the ring name Killer Kowalski Jr. | ?         | [ 32 ]               |
| Estados Unidos | 6 ft 9 in (2,06 m)   | 145 kg (Predefinição:Convert/lb st) | Matt Morgan           | Matt Morgan                                  | 2,13 m (7 ft 0 in)                                   | Tallest current TNA wrestler. | 1976-     | [ 33 ] [ 34 ]        |
| Canadá         | 6 ft 8 in (2,03 m)   | 136 kg (Predefinição:Convert/lb st) | Tyler Mane            | Big Sky, Skywalker, Nitron                   | 2,13 m (7 ft 0 in)                                   | He was Nash's tag partner in WCW and is also an actor best known for his role as 'Sabretooth' in 'X-Men'. | 1966-     | [ 35 ]               |
| Estados Unidos | 6 ft 8 in (2,03 m)   | 190 kg (Predefinição:Convert/lb st) | Stan Frazier          | Uncle Elmer, Kamala II                       | 2,08 m (6 ft 10 in)                                  | Best known as Uncle Elmer. | 1937–1992 | [ 36 ]               |
| Reino Unido    | 6 ft 8.5 in (2,04 m) | 310 kg (Predefinição:Convert/lb st) | Martin Ruane          | Giant Haystacks                              | 2,11 m (6 ft 11 in)                                  | Best known for the series of matches with Shirley Crabtree. | 1946–1998 | [ 37 ] [ 37 ]        |
| Estados Unidos | 6 ft 8 in (2,03 m)   | 233 kg (Predefinição:Convert/lb st) | Akebono Tarō          | Akebono                                      | 2,03 m (6 ft 8 in)                                   | Also a retired sumo wrestler, first foreign yokozuna in sumo wrestling. | 1969-     | [ 38 ]               |
| Estados Unidos | 6 ft 11 in (2,11 m)  | 150 kg (Predefinição:Convert/lb st) | Mark Callaway         | The Undertaker                               | 2,11 m (6 ft 11 in)                                  | Best known as The Undertaker, one half of the Brothers of Destruction in WWE. He holds a WrestleMania Streak of 21-0 | 1965-     | [ 39 ] [ 40 ]        |
| Estados Unidos | 2,01 m (6 ft 7 in)   | 140 kg (Predefinição:Convert/lb st) | Sid Eudy              | Sid Vicious, Sycho Sid, Sid Justice          | 2,06 m (6 ft 9 in)                                   | Met with a near career ending injury in WCW. | 1960–     | [ 41 ]               |
| Estados Unidos | 2,01 m (6 ft 7 in)   | 155 kg (Predefinição:Convert/lb st) | John William Menton   | Big John Studd                               | 2,08 m (6 ft 10 in)                                  | Best known for his feud with Andre. | 1948–1995 | [ 42 ]               |
| Japão          | 2,05 m (6 ft 9 in)   | 128 kg (Predefinição:Convert/lb st) | Shohei Baba           | Giant Baba                                   | 2,08 m (6 ft 10 in)                                  | Best known for his career in AJPW. | 1938–1999 | [ 43 ]               |
| Estados Unidos | 1,98 m (6 ft 6 in)   | 142 kg (Predefinição:Convert/lb st) | Robert Jack Windham   | Blackjack Mulligan                           | 2,06 m (6 ft 9 in)                                   | Best known for being one half of the Blackjacks. | 1941–     | [ 44 ]               |
| Estados Unidos | 6 ft 7 in (2,01 m)   | 170 kg (Predefinição:Convert/lb st) | George Gray           | One Man Gang, Akeem                          | 2,05 m (6 ft 9 in)                                   | Best known as One Man Gang. | 1960–     | [ 45 ]               |
| Estados Unidos | 6 ft 7 in (2,01 m)   | 220 kg (Predefinição:Convert/lb st) | Nelson Frazier        | King Mabel, Viscera, Big V, King V           | 2,05 m (6 ft 9 in)                                   | One of the largest known athletes in professional wrestling (considering height and weight). | 1972–2014 | [ 46 ]               |
| Estados Unidos | 6 ft 7 in (2,01 m)   | 132 kg (Predefinição:Convert/lb st) | Lance Hoyt            | Lance Hoyt, Vance Archer, Shadow, Lance Rock | 2,05 m (6 ft 9 in) in TNA, 2,03 m (6 ft 8 in) in WWE | Known as Vance Archer in WWE and by his real name in TNA. | 1977–     | [ 47 ]               |
| Estados Unidos | 6 ft 6.5 in (1,99 m) | 152 kg (Predefinição:Convert/lb st) | Chris J. Parks        | Abyss, Abismo, Prince Justice                | 2,03 m (6 ft 8 in)                                   | Best known as Abyss in TNA. | 1973–     | [ 48 ]               |